# Aela
Aela – wieś w Estonii, w prowincji Harju, w gminie Kõue. Na zachód od wsi z jeziora Aeli wypływa rzeka Käru.